# Gespanschaft Brod-Posavina

Das Komitat Pozsega zur Zeit des Königreichs Ungarn 1867/68

Die Gespanschaft Brod-Posavina [ˈbrɔːd ˈpɔsaʋina] (kroatisch Brodsko-posavska županija) ist eine Gespanschaft in der kroatischen Region Slawonien. Sie liegt im südlichen Slawonien längs der Save (Posavina bedeutet „Land an der Save“ oder „Savetal“) an der Grenze zu Bosnien-Herzegowina. Sie hat eine Fläche von 2.030 km² und 129.283 Einwohner (Stand 31. Dezember 2021). Der Verwaltungssitz ist Slavonski Brod.

## Bevölkerung

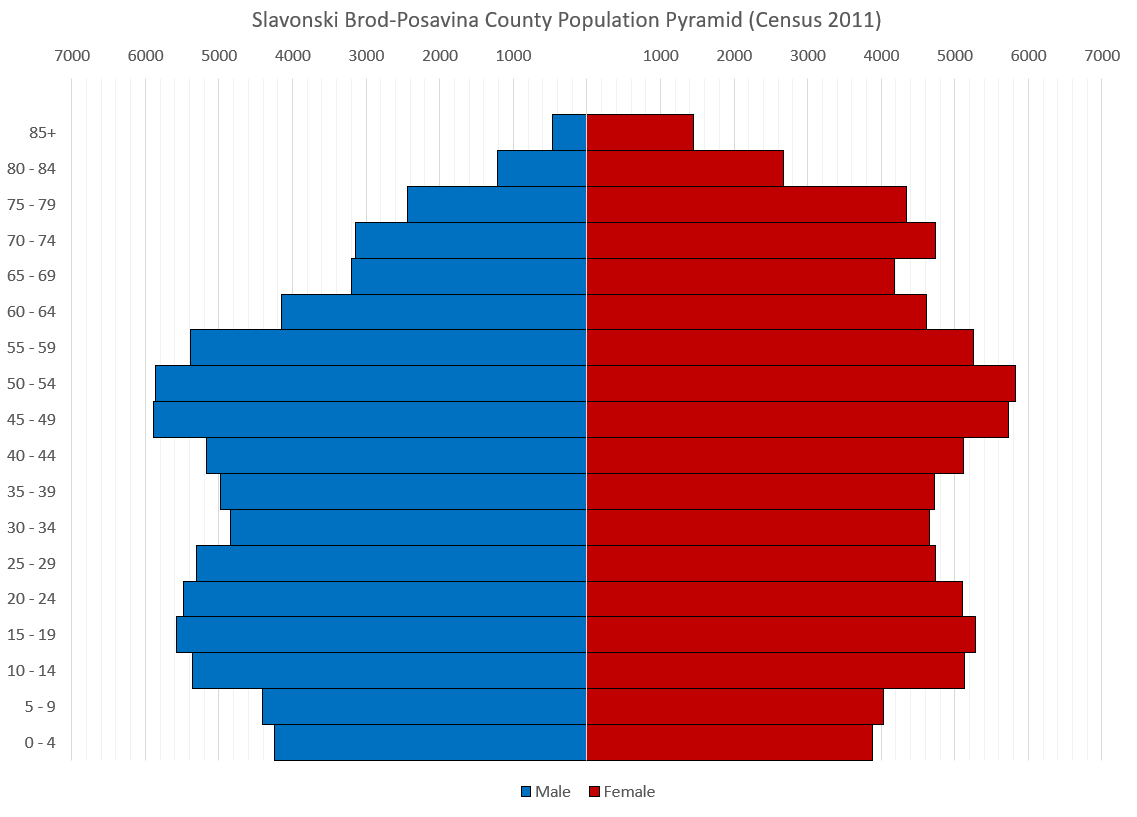
Alterspyramide der Gespanschaft Brod-Posavina (Volkszählung 2011)

Zusammensetzung der Bevölkerung nach Nationalitäten (Daten der Volkszählung von 2011):
| Ethnie    | Anzahl  | Prozent |
| --------- | ------- | ------- |
| Kroaten   | 150.632 | 94,99 % |
| Serben    | 004.124 | 02,60 % |
| Roma      | 001.178 | 00,74 % |
| Bosniaken | 000.453 | 00,29 % |
| Albaner   | 000.315 | 00,20 % |
| Ukrainer  | 000.230 | 00,15 % |

## Städte und Gemeinden
Die Gespanschaft Brod-Posavina ist in zwei Städte und 26 Gemeinden gegliedert. Diese werden nachstehend jeweils mit der Einwohnerzahl zur Zeit der Volkszählung von 2011 aufgeführt.

### Städte
| Stadt          | Einw.  |
| -------------- | ------ |
| Nova Gradiška  | 14.229 |
| Slavonski Brod | 59.141 |

### Gemeinden
| Gemeinde           | Einw. |
| ------------------ | ----- |
| Bebrina            | 3.252 |
| Brodski Stupnik    | 3.036 |
| Bukovlje           | 3.108 |
| Cernik             | 3.640 |
| Davor              | 3.015 |
| Donji Andrijevci   | 3.709 |
| Dragalić           | 1.361 |
| Garčin             | 4.806 |
| Gornja Vrba        | 2.512 |
| Gornji Bogićevci   | 1.975 |
| Gundinci           | 2.027 |
| Klakar             | 2.319 |
| Nova Kapela        | 4.227 |
| Okučani            | 3.447 |
| Oprisavci          | 2.508 |
| Oriovac            | 5.824 |
| Podcrkavlje        | 2.553 |
| Rešetari           | 4.753 |
| Sibinj             | 6.895 |
| Sikirevci          | 2.476 |
| Slavonski Šamac    | 2.169 |
| Stara Gradiška     | 1.363 |
| Staro Petrovo Selo | 5.186 |
| Velika Kopanica    | 3.308 |
| Vrbje              | 2.215 |
| Vrpolje            | 3.521 |